# Veleposlanstvo Hrvatske u Beogradu
Veleposlanstvo Hrvatske u Beogradu predstavlja diplomatsko predstavništvo Republike Hrvatske u Srbiji. Obje zemlje su uspostavile diplomatske odnose 9. rujna 1996.

## Povijest
Do prvih prijedloga o uspostavi formalnih diplomatskih odnosa i otvaranja veleposlanstva u Beogradu došlo je već u rujnu 1992. godine u razgovorima predsjednika Hrvatske Franje Tuđmana i SR Jugoslavije Dobrice Ćosića. Sljedeći razgovori između Tuđmana i Miloševića 1993. godine nisu dali napretka zbog odbijanja Srbije da prizna granice Republike Hrvatske koje je u pitanje dovodila secesionistička Republika Srpska Krajina. Veleposlanstvo Republike Hrvatske u Beogradu trebalo je biti otvoreno već u veljači 1996. godine nakon što se dvije zemlje međusobno priznaju. Veleposlanstvo je otvoreno u palači Nadbiskupije, u Ulici kneza Miloša 62, u centru Beograda.
Zgrada veleposlanstva Republike Hrvatske bila je meta vandalskog napada zajedno za veleposlanstvima Sjedinjenih Američkih Država i Njemačke kada je u veljači 2008. godine Kosovo jednostrano proglasilo nezavisnost od Srbije. U veljači 2022. godine u rezidencijalnoj zgradi veleposlanstva na Senjaku došlo je do požara u čijem je gašenju sudjelovao 21 vatrogasac, a utvrđeno je kako požar nije namjerno izazvan. U studenom 2023. Republika Srbija proglasila je prvog tajnika hrvatskog veleposlanstva Hrvoja Šnajdera za personu non grata.